# Fontanarosa
Fontanarosa község (comune) Olaszország Campania régiójában, Avellino megyében. 

## Fekvése
A megye keleti részén fekszik. Határai: Gesualdo, Grottaminarda, Luogosano, Mirabella Eclano, Paternopoli és Sant’Angelo all’Esca. A település egy, a Calore Irpino folyó völgyére néző domb tetejére épül és egyike az ősi Hirpinia legszebb településeinek.

## Története
Nevét a központjában álló kútról kapta. Első említése normann időkből származik (11-12. század). A következő századokban nemesi birtok volt. A 19. században nyerte el önállóságát, amikor a Nápolyi Királyságban felszámolták a feudalizmust.

## Népessége
A népesség számának alakulása:

## Főbb látnivalói
Fő látnivalói a Santa Maria della Misericordia- és San Nicola-templomok valamint a történelmi központ számos középkori utcával és épülettel.